# Allium hoffmanii
Allium hoffmanii — вид трав'янистих рослин родини амарилісові (Amaryllidaceae), ендемік північно-західної Каліфорнії, США.

## Опис
Цибулини зазвичай поодинокі, яйцюваті, 1.5–2.5 × 1–1.5 см; зовнішні оболонки коричневі або сірі, перетинчасті; внутрішні оболонки білі або рожеві. Листки, як правило в'януть зі стеблиною від кінчика в період цвітіння, 1; листові пластини плоскі або широко жолобчасті, 10–22 см × 4–8 мм. Стеблина стійка, поодинока, прямостійна, циліндрична, 5–10 см × 0.5–2 мм. Зонтик стійкий, прямостійний, компактний, 10–40-квітковий, від кулястого до конічного, цибулинки невідомі. Квіти від конічних до дзвінчастих, 8–10 мм; листочки оцвітини строго прямостійні, від рожевих до пурпурових з яскраво вираженою зеленуватою серединною жилкою, лінійно-ланцетні, ± рівні, краї цілі, верхівки загострені. Пиляки пурпурові; пилок жовтий або сірий. Насіннєвий покрив тьмяний. 2n = 14.
Період цвітіння: червень — липень.

## Поширення
Ендемік північно-західної Каліфорнії, США.
Населяє серпентинну глину; 1100–1800 м.